# Manuel Camitzes
Manuel Camitzes Comneno Ducas Ângelo (em grego:  Μανουήλ Καμύτζης Κομνηνός Δούκας Άγγελος, c. 1150 – depois de 1202) foi um general bizantino que esteve ativo no final do século XII. Ele era filho de Constantino Camitzes e de Maria Angelina, que, por sua vez, era filha do imperador bizantino Aleixo I Comneno e sua esposa, Irene Ducena, através de sua mãe, Teodora. Ele era, assim, um primo em primeiro grau dos imperadores Isaac II Ângelo e Aleixo III Ângelo, e também de Miguel I Comneno Ducas, que era o déspota de Epiro.

## História
Manuel liderou as tropas imperiais em 1189, quando a Terceira Cruzada atravessou o território bizantino. Manuel, depois disso, lutou contra o líder búlgaro Ibanco, e foi capturado. O imperador nada fez para resgatá-lo e, assim, Manuel acabou pedindo ao seu genro que pagasse o resgate e juntou-se a ele na luta contra o império.
Não se sabe o nome da esposa de Manuel e sabe-se que ele teve uma filha, que foi forçada pelo imperador Aleixo III Ângelo a se divorciar do marido para casar-se com Dobromir Criso em 1198. Eles tiveram um filho, chamado João Camitzes.